# Premierzy Uzbekistanu
Stanowisko Premiera Republiki Uzbekistanu zostało ustanowione 13 stycznia 1992, pierwszą osobą, która je objęła, był Abdulxashim Mutalov.
| #                     | Imię i nazwisko             | Portret | Objął urząd      | Zdał urząd      | Partia polityczna          |
| --------------------- | --------------------------- | ------- | ---------------- | --------------- | -------------------------- |
| Premierzy Uzbekistanu |                             |         |                  |                 |                            |
| 1                     | Abdulxashim Mutalov (1947–) |         | 13 stycznia 1992 | 21 grudnia 1995 | OXDP                       |
| 2                     | O‘tkir Sultonov (1939–2015) |         | 21 grudnia 1995  | 12 grudnia 2003 | OXDP                       |
| 3                     | Shavkat Mirziyoyev (1957–)  |         | 12 grudnia 2003  | 14 grudnia 2016 | Milliy Tiklanish/ Oʻzlidep |
| 4                     | Abdulla Aripov (1961–)      |         | 14 grudnia 2016  | nadal urzęduje  | Oʻzlidep                   |